# Пели (село)
Пели (груз. ფელი) — село в Грузии, на территории Горийского муниципалитета края (мхаре) Шида-Картли.

## География
Село находится в центральной части Грузии, на северном склоне Триалетского хребта, на левом берегу реки Вицха (левый приток Тедзами), на расстоянии приблизительно 16 километров (по прямой) к юго-юго-западу от города Гори, административного центра муниципалитета. Абсолютная высота — 1489 метров над уровнем моря.

## Население
По результатам официальной переписи населения 2014 года, постоянное население в Пели отсутствовало.
| Год  | Население, человек |
| ---- | ------------------ |
| 2002 | 0                  |
| 2014 | 0                  |